# 僧伽羅剎
僧伽羅剎也音譯為僧伽羅叉，意譯眾護，須賴國(蘇剌佗國，Saurāṣṭra)人，是迦膩色迦王之師。他是說一切有部著名的大譬喻師、大禪師。
漢譯著作有：
- 《修行道地經》，西晉竺法護譯。
- 《僧伽羅剎所集經》，符秦僧伽跋澄等譯。